# Bruch (Eifel)
Bruch település Németországban, Rajna-vidék-Pfalz tartományban. Lakosainak száma 495 fő (2023. december 31.).

## Népesség
A település népességének változása:
| Lakosok száma | 429  | 463  | 449  | 477  | 481  | 488  | 505  | 495  |
|               | 1975 | 2010 | 2014 | 2017 | 2019 | 2021 | 2022 | 2023 |